# Ashland County (Wisconsin)
Das Ashland County ist ein County im US-amerikanischen Bundesstaat Wisconsin. Im Jahr 2020 hatte das County 16.027 Einwohner und eine Bevölkerungsdichte von 5,9 Einwohnern pro Quadratkilometer. Der Verwaltungssitz (County Seat) ist Ashland.

## Geografie
Das County liegt im äußersten Nordwesten von Wisconsin, grenzt im Norden an den Oberen See, einen der 5 Großen Seen. Auf den vorgelagerten Apostle Islands im Oberen See befindet sich der nördlichste Punkt Wisconsins. Das County hat eine Fläche von 5941 Quadratkilometern, wovon 3237 Quadratkilometer Wasserfläche sind. Die niedrigste Stelle liegt bei 220 m (Ashland) und die höchste bei 614 m (Mt. Whittlesey). Durch das County fließen der Bad River, Chippewa River, Marengo River, Potato River, Tyler Forks River und der White River. An das Ashland County grenzen folgende Nachbarcountys:
| Bayfield County |                                             |              |
|                 | Kompassrose, die auf Nachbargemeinden zeigt | Iron County  |
| Sawyer County   |                                             | Price County |

## Geschichte
Das Ashland County wurde am 27. März 1860 aus Teilen des nicht mehr existenten La Pointe County gebildet. Benannt wurde es, ebenso wie die Bezirkshauptstadt, nach dem Wohnsitz von Henry Clay, einem US-amerikanischen Politiker (Mitglied des Repräsentantenhauses, des US-Senats, Außenminister) und Gegner der Sklaverei.

## Bevölkerung
Nach der Volkszählung im Jahr 2010 lebten im Ashland County 16.157 Menschen in 6952 Haushalten. Die Bevölkerungsdichte betrug 6 Einwohner pro Quadratkilometer. In den 6952 Haushalten lebten statistisch je 2,22 Personen.
Ethnisch betrachtet setzte sich die Bevölkerung zusammen aus 84,6 Prozent Weißen, 0,5 Prozent Afroamerikanern, 11,1 Prozent amerikanischen Ureinwohnern, 0,4 Prozent Asiaten sowie aus anderen ethnischen Gruppen; 3,4 Prozent stammten von zwei oder mehr Ethnien ab. Unabhängig von der ethnischen Zugehörigkeit waren 2,0 Prozent der Bevölkerung spanischer oder lateinamerikanischer Abstammung.
22,7 Prozent der Bevölkerung waren unter 18 Jahre alt, 60,4 Prozent waren zwischen 18 und 64 und 16,9 Prozent waren 65 Jahre oder älter. 49,9 Prozent der Bevölkerung war weiblich.
Das jährliche Durchschnittseinkommen eines Haushalts lag bei 37.900 USD. Das Pro-Kopf-Einkommen betrug 20.367 USD. 19,1 Prozent der Einwohner lebten unterhalb der Armutsgrenze.

## Ortschaften im Ashland County
| Citys - Ashland1 - Mellen | Villages - Butternut |

Census-designated places (CDP)
| - Birch Hill - Clam Lake - Diaperville - Franks Field | - Glidden - Marengo - New Odanah - Odanah |

Unincorporated Communities
| - Ballou - Birch - Cayuga - Foster Junction - Highbridge | - Holts Landing - La Pointe - Middleport - Minersville - Morse | - North York - Old Fort - Peeksville - Penokee - Petes Landing | - Sanborn - Sedgwick - Shanagolden - White River |

1 - teilweise im Bayfield County

## Gliederung
Das Ashland County ist in neben den drei inkorporierten Kommunen 13 Towns eingeteilt:
| Town                | Einwohner (2010) | FIPS     |
| ------------------- | ---------------- | -------- |
| Town of Agenda      | 422              | 55-00550 |
| Town of Ashland     | 594              | 55-03250 |
| Town of Chippewa    | 374              | 55-14550 |
| Town of Gingles     | 778              | 55-29250 |
| Town of Gordon      | 283              | 55-29875 |
| Town of Jacobs      | 722              | 55-37775 |
| Town of La Pointe   | 261              | 55-42562 |
| Town of Marengo     | 390              | 55-49200 |
| Town of Morse       | 493              | 55-54400 |
| Town of Peeksville  | 141              | 55-61600 |
| Town of Sanborn     | 1331             | 55-71350 |
| Town of Shanagolden | 125              | 55-72825 |
| Town of White River | 921              | 55-86850 |